# Delta Phi

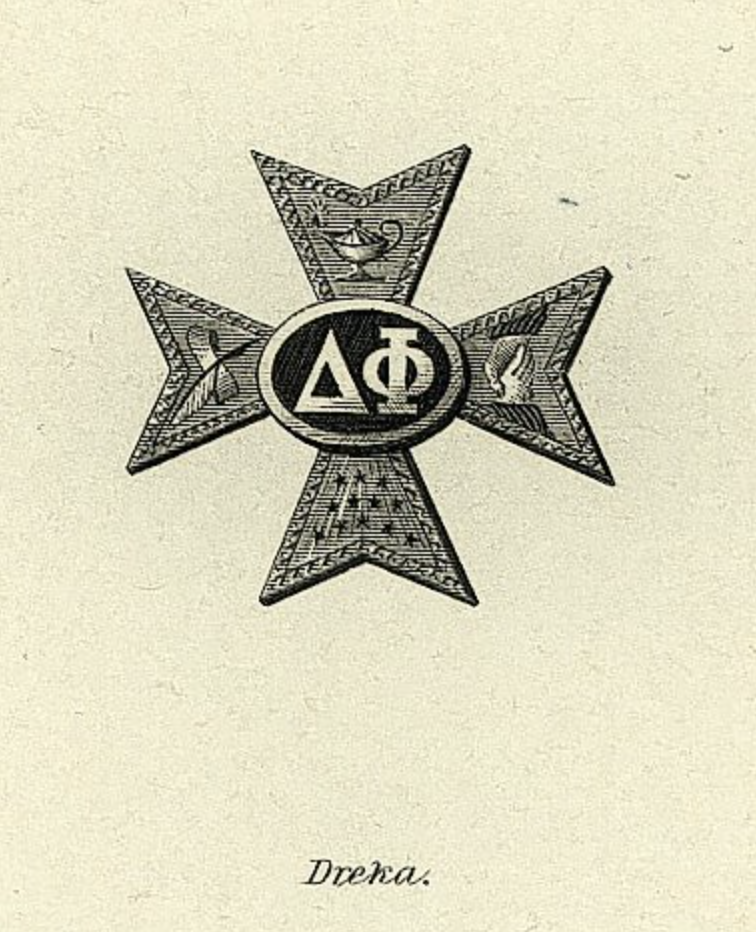
Insigne de la fraternité Delta Phi (1901).

Delta Phi (ΔΦ) est une fraternité fondée en 1827 à l'Union College de Schenectady,New York. Fondée comme faisant partie de l'Union Triad, avec la Kappa Alpha Society et la Sigma Phi Society, Delta Phi était le troisième et dernier membre de la Triade. L'organisation n'a jamais été dissoute, faisant d'elle la plus vieille fraternité sociale en continuelle activité depuis sa naissance.